# Vliegbasis Woensdrecht
Vliegbasis Woensdrecht is een militair vliegveld van de Koninklijke Luchtmacht bij het dorp Hoogerheide in de gemeente Woensdrecht, zo'n 10 km ten zuiden van Bergen op Zoom. Het vliegveld ligt dicht bij de snelweg A58 en de grens met België. Er werken ongeveer 2000 militairen en burgers, hoofdzakelijk voor de Joint Meteorologische Groep, Koninklijke Militaire School Luchtmacht en Logistiek Centrum Woensdrecht. Daarnaast zijn divisies van Fokker Technologies deels op de vliegbasis gevestigd en bieden ze werk aan 1000 mensen. Verschillende andere fabrikanten zoals Terma A/S, Elbit Systems en Boeing hebben eveneens vestigingen op of nabij de vliegbasis. De oppervlakte van de vliegbasis bedraagt 494,5 ha. Daarmee is Vliegbasis Woensdrecht zowel qua personeel als qua oppervlakte een van de grootste militaire vliegbases van Nederland.
De vliegbasis is niet operationeel. Dat wil zeggen dat er geen vliegtuigen zijn gestationeerd die voor directe militaire acties worden ingezet. Als zogenaamde Main Support Base huisvest de vliegbasis verschillende onderdelen en commerciële bedrijven die de volgende taken vervullen; meteorologie, opleidingen, onderhoud/modificatie en logistiek. Het onderhoud aan de motoren van F-35's van zowel de Koninklijke Luchtmacht als de Italiaanse Aeronautica Militare zal plaatsvinden bij het Logistiek Centrum Woensdrecht.

## Geschiedenis

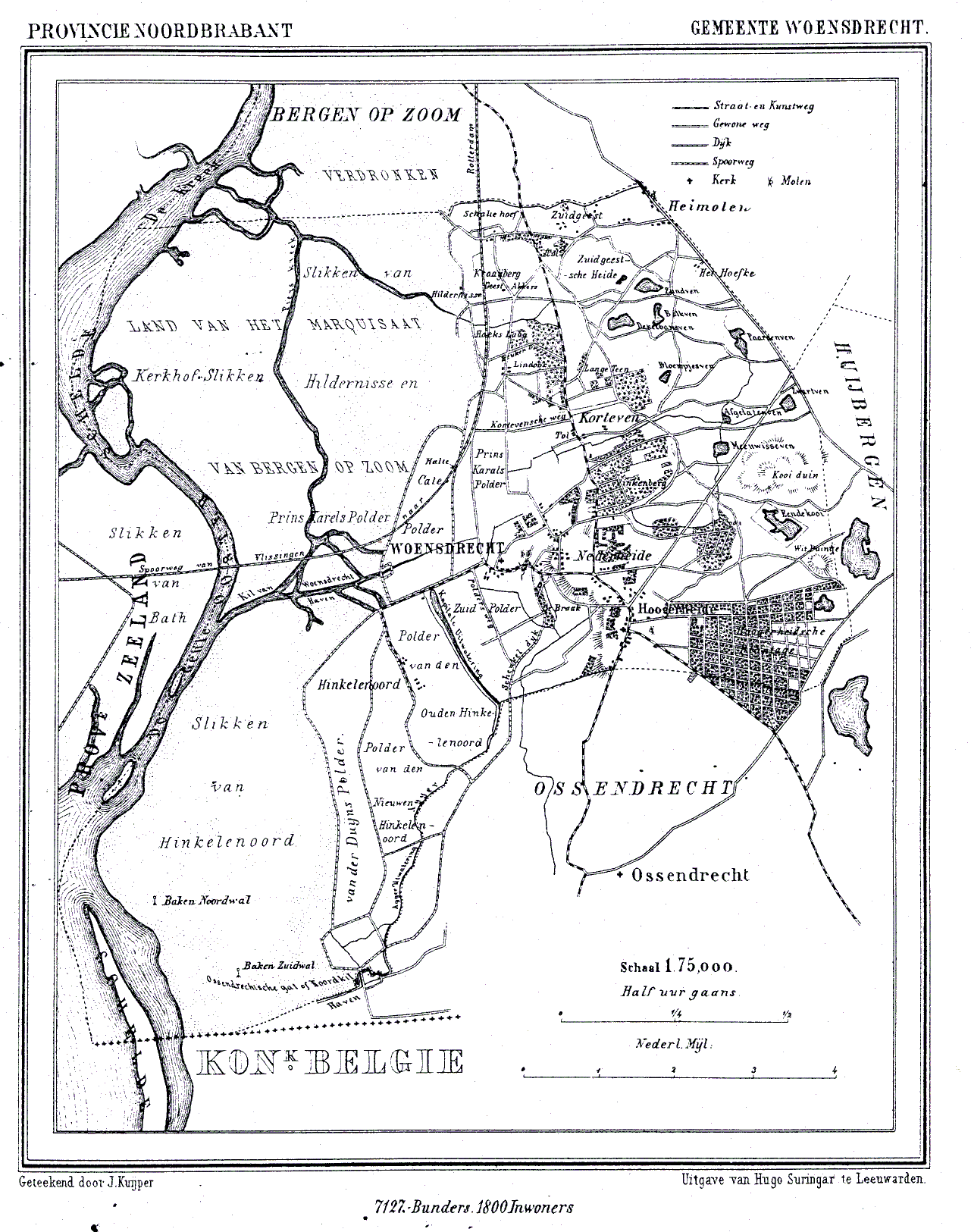
De eendenkooi op een kaart van 1865 (midden rechts, "Eendekooi")

### Oprichting
Vliegbasis Woensdrecht is ontstaan als alternatieve bestemming van een ontgonnen heidegebied. Tijdens de crisis van de jaren 1930 hadden steenfabrieken in het hele land grote moeite om rond te komen. Dit leidde tot faillissementen en ontslagen. Daarom werd in het kader van een werkverschaffingsproject een gebied in het oosten van Hoogerheide tussen 1932 en 1934 ontgonnen ten behoeve van de landbouw. Het gebied besloeg 38,5 ha en bestond uit een bos en een eendenkooi. De ontginning lag in handen van de Nederlandsche Heidemaatschappij (NHM). De NHM voerde in die periode in het hele land veel ontginningen en bebossingen uit, meestal in het kader van werkverschaffing. Slechts enkele landbouwers schreven zich voor het project in en anderen konden de pacht niet betalen, waardoor de landbouw in eerste instantie niet werd gerealiseerd.
In die jaren werden overal in Nederland vliegveldjes opgericht. Ook in Bergen op Zoom waar Jan Bovée, Frits Diepen, militair vlieger Jac Jansen en Toine Mazairac op 26 januari 1934 de Bergen-op-Zoomsche Zweefvliegclub oprichtten. Wethouder ir. A.J.L. Juten van Bergen op Zoom was daar ook bij betrokken en wilde in zijn gemeente het vliegterrein aan de Oosterschelde uitbreiden. Burgemeester J.J.M. Rubert van Woensdrecht voelde meer voor een vliegterrein in zijn gemeente. Hij stelde dat in de mist die vaak over het beoogde terrein hing, niet gevlogen kon worden en wees de Eendenkooy aan als alternatief.
In de gemeenteraad maakte Rubert zich hard voor het vliegveld. Het dorp Huijbergen zag er echter niets in en in een brief aan de minister van Waterstaat schreef Rubert dat Putte en Ossendrecht te armlastig waren om in aanmerking te komen. Doordat de Eendenkooy niet langer als landbouwgebied dienst zou doen, en de pas opgerichte zweefvliegclub in Bergen op Zoom grond zocht, stemde de gemeenteraad op 5 maart 1934 in met de plannen en werden de vergunningen aangevraagd. Het vliegveld werd De Eendenkooy genoemd. Hoewel de eerste vlucht al plaatsvond op 28 mei 1935 toen Belgische industriëlen bedrijven bezochten in Bergen op Zoom en Amsterdam, werd de officiële opening van het vliegveld op 22 juni uitgesteld omdat de aanhoudende droogte het gras beschadigd had. In het voorjaar van 1937 werd de opening opnieuw uitgesteld wegens een slechte staat van het grasveld, nadat het in september 1936 door inspecteurs van de KLM was goedgekeurd. Geadviseerd werd om het gras te bemesten en het gehele gebied te draineren. Het bemesten zou in het eerste jaar ongeveer 6.000 gulden kosten en daarna 3.000 tot 4.000 gulden per jaar. De kosten voor het draineren werden geschat op 7.000 gulden.
De Bergen-op-Zoomsche Zweefvliegclub week uit naar De Groote Meer, een drooggevallen gebied dat eigendom was van jhr. Joseph Marie Cogels en zijn vrouw jonkvrouwe Marie-Germaine Cogels-Cogels. Later werd de aanleg van het vliegveld alsnog toegestaan door voorlopige vergunningen. De kosten voor drainage van het terrein liepen echter zo hoog op dat de gemeenteraad in februari 1939 de bestemmingsplannen weer introk en besloot dat er definitief een bouwland zou komen. Van die herbestemming kwam niets terecht, omdat op 28 augustus 1939 de Algemene Mobilisatie werd afgekondigd. De Bergen-op-Zoomsche Zweefvliegclub, inmiddels West Brabantse Aeroclub (WBAC) geheten, bleef het terrein gebruiken tot het Ministerie van Oorlog de mobilisatie afkondigde. In mei 1940 werd het veld op last van hogerhand onbruikbaar gemaakt door het ploegen van voren en het plaatsen van putringen.

### Tweede Wereldoorlog
Na de Nederlandse capitulatie werd het veld door de Luftwaffe bezet en in gebruik genomen en achtereenvolgens aangeduid als Flugplatz Hoogerheide, daarna als Einsatzhafen Bergen op Zoom en ten slotte als Fliegerhorst Woensdrecht. Het veld stond onder controle van Wehrmacht Kommandantur 870 en in de periode 1940 - 1944 waren de volgende verbanden op het veld gelegerd.
- I gruppe JagdGeschwader 20, 1,2 en 3 staffel (20 mei  - 4 juni 1940) met Messerschmitt Bf 109
- I gruppe JG 21, 1,2 en 3 staffel (2  -5 juli 1940) met Bf 109
- I gruppe SturzKampfGeschwader 1, stab, 3,4 en 6 staffel (1 november 1940 - 30 januari 1941) met Junkers Ju 87
- III gruppe JG 54 7,8 en 9 staffel (5 juli - 9 augustus 1940) met BF 109
- JG 54 Ergänzungsstaffel (2 september - 15 november 1940) met Bf 109
- II gruppe JG 1, stab, 4 staffel (8 mei - 30 juli 1942) met Bf 109 en stab, 5 en 6 staffel (23 september 1943 - 20 januari 1944) met Focke-Wulf Fw 190
- III gruppe JG 1, 9 staffel (1 - 10 september 1943) met Fw 190
- IV gruppe JG 1 stab, 10 en 11 staffel (11 mei 1942 - 25 maart 1943) met Fw 190

Met uitzondering van de Stuka's van I/SKG 1 waren dit allemaal eenheden belast met patrouille en onderschepping van geallieerde toestellen boven Nederland en de Noordzee. Zo leed de RAF onder meer verliezen boven de Schelde en tijdens Operatie Oyster, het bombardement op de fabrieken van Philips in Eindhoven.
Vanaf 1944 hadden de geallieerden het luchtoverwicht over de lage landen en werd het vliegveld geregeld aangevallen. Eind januari 1944 vertrokken de laatste toestellen van de Luftwaffe en vanaf dat moment was het veld niet meer bruikbaar. In oktober 1944 hadden Canadese troepen de omgeving van Woensdrecht in handen en maakten zij het vliegveld provisorisch bruikbaar door middel van perforated steel plates. In december 1944 was het veld bruikbaar en kreeg het de codenaam B.79 vanwaar enkele Britse en Noorse RAF wings tijdelijk opereerden. Woensdrecht was ook het eerste vliegveld waar Nederlandse vliegers vanuit het Verenigd Koninkrijk arriveerden.
Vanaf februari 1945 werd de strijd richting Duitsland verplaatst en lag Woensdrecht ver van het front. De geallieerden vertrokken naar elders en het vliegverkeer kwam stil te liggen. In mei 1946 werd de basis aan de Nederlandse luchtstrijdkrachten overgedragen.

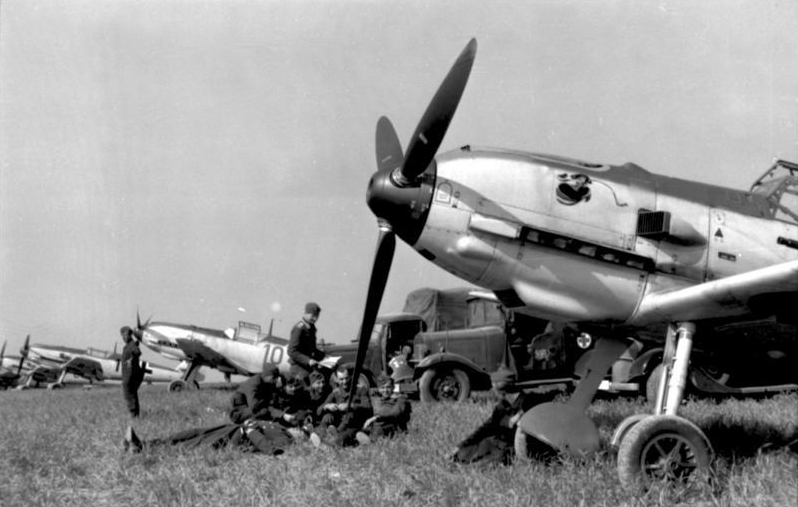
Messerschmitt Bf 109 op een Feldflugplatz
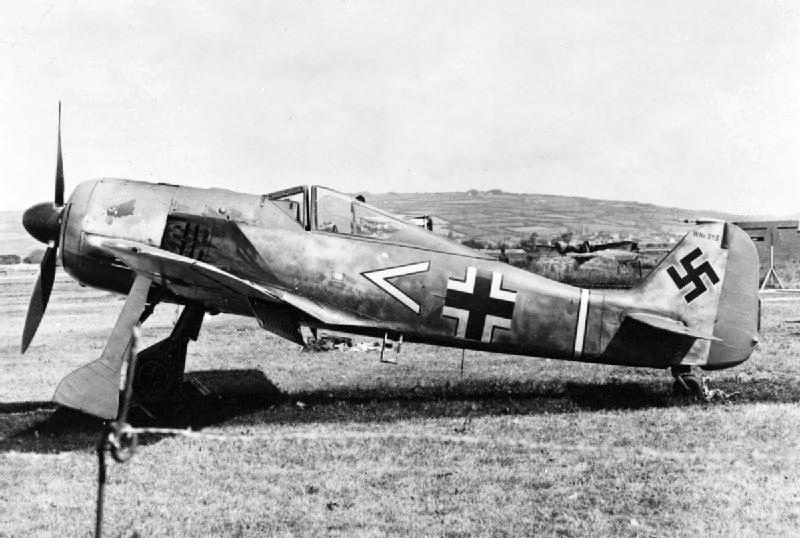
Focke-Wulf Fw 190
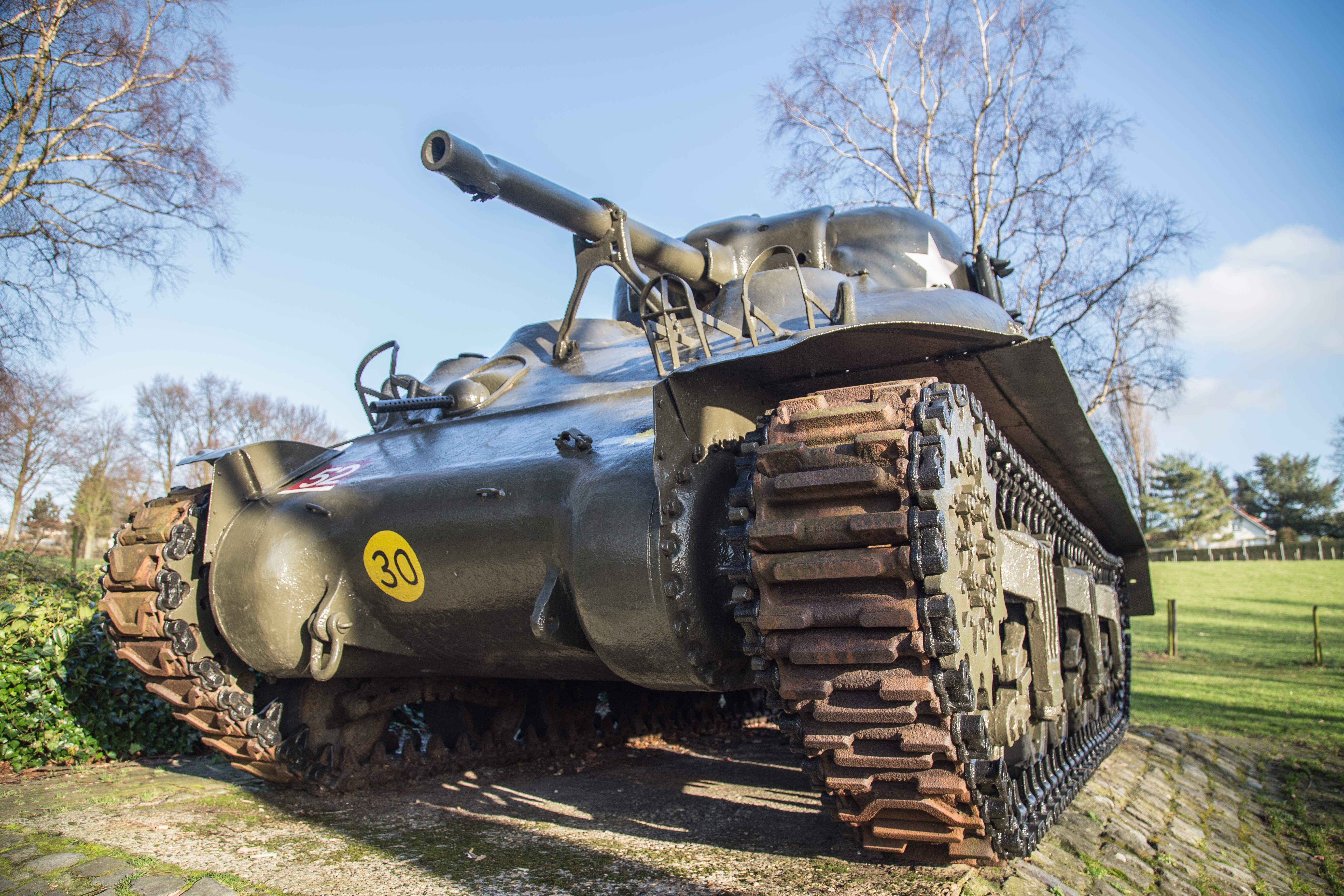
Een Shermantank ingezet bij de bevrijding, nu een monument aan de Onderstal

### De Straalmotorenwerkplaats

Logo van (voormalig) vliegtuigbouwer Aviolanda

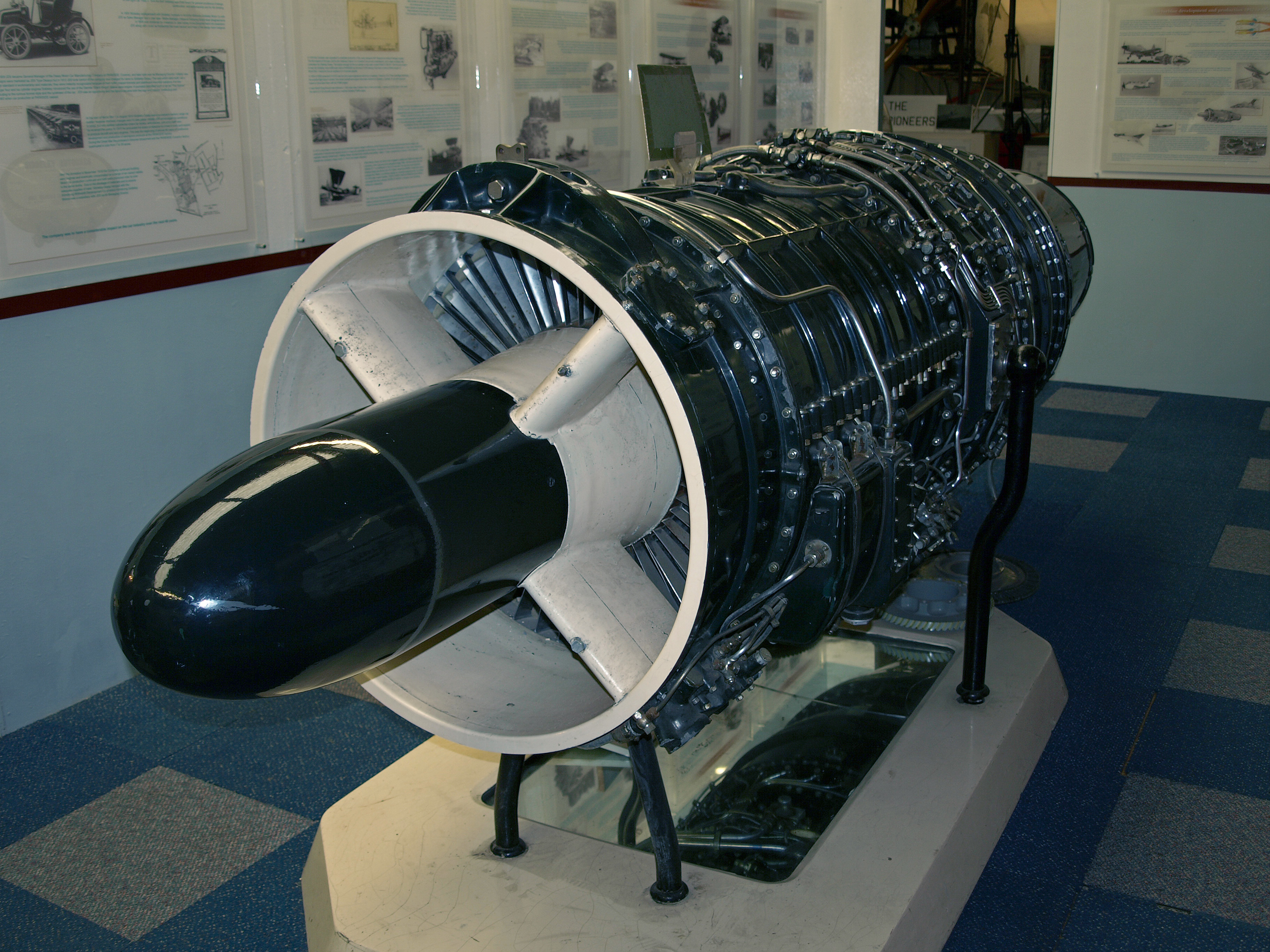
De J65-straalmotor van de F-84F Thunderstreak

De Straalmotorenwerkplaats (SMW) in Delft (1951/52) werd opgericht nadat de luchtmacht op straaljagers was overgegaan. Een geheel nieuwe vorm van vliegtuigonderhoud werd nodig voor de gasturbines van de Britse Gloster Meteor straaljagers. Het was aan het begin van het straalmotoren tijdperk en de Rolls Royce Derwent straalmotoren waren zeer onderhoudsintensief en onderhevig aan grote slijtage. Geen enkele Nederlandse onderneming was echter bereid om investeringen te doen in de hiervoor benodigde kostbare apparatuur. Om te voorkomen dat de motoren steeds voor revisie naar Engeland vervoerd moesten worden, besloot de luchtmacht in 1950 om het onderhoud zelf uit te voeren. Hiervoor werd de straalmotorenwerkplaats opgericht. Na enkele jaren, in 1953, betrok de SMW een nieuw complex op vliegbasis Woensdrecht. Hiervoor werd de vliegbasis aangepast met betonnen start- en taxibanen. Mede vanwege deze verbetering verhuisde de firma Aviolanda in 1955 naar een eigen complex bij de vliegbasis.
Voor de revisie van straalmotoren van de in het kader van het MDAP hulpprogramma geleverde (Amerikaanse) vliegtuigen was in 1951 op Schiphol de Turbine Motoren Afdeling (Turma) opgericht. Dit onderhoudsbedrijf was van de Nederlandse overheid maar werd geëxploiteerd door de KLM. Turma werkte voor Nederland en diverse NAVO bondgenoten. Naarmate de betrouwbaarheid van de straalmotoren toenam, groeiden de onderhoudsintervallen en verminderde voor zowel de Turma als de SMV de werklast. Hierop werd de Turma gesloten en werd het werk aan de Amerikaanse motoren naar de SMW overgeheveld. De KLM kon hierna Turma personeel in de eigen werkplaatsen inzetten.
Nadat de Transitie Vlieg Opleiding (TVO) naar de Vliegbasis Twente was verplaatst kreeg de SMW meer werk. De motoren van de F-84F Thunderstreaks vertoonden slijtage en meerdere landen hadden hier last van. Nederland, België, Denemarken en Noorwegen stelden daarom in 1967 een onderhoudsprogramma op dat voor alle F-84F's van deze landen door de SMW werd uitgevoerd.
Na een reeks van reorganisaties en fusies in de jaren 90 ontstond in 2000 het Logistiek Centrum Koninklijke Luchtmacht (LCKLu). Vliegbasis Woensdrecht huisvestte naast een onderhoudsbedrijf nu ook een logistiek bedrijf, dat ook een divisie te Rhenen had voor onderhoud aan elektronische componenten: het voormalige DELM. Door verdere reorganisaties in de jaren 2000-2009 werden meer onderhouds- en modificatietaken bij het LCKLu gevoegd. Enkele arbeidsplaatsen van het Marinevliegkamp De Kooy en de voormalige Elektronische Centrale Werkplaats te Dongen bleven - in afnemende mate - toegewezen aan de dislocaties. Het bedrijf werd in 2007 omgedoopt tot Logistiek Centrum Woensdrecht.

### De Watersnood van 1953
Tijdens de nacht van 31 januari op 1 februari 1953 werd een deel van Nederland getroffen door een watersnoodramp. Naast Vliegbasis Gilze-Rijen en Vliegkamp Valkenburg werd ook Vliegbasis Woensdrecht al vlug opengesteld om hulp te verlenen vanuit de lucht. Een vloot van uiteindelijk in totaal 200 vliegtuigen en 46 helikopters - waaronder de enige militaire helikopter waarover Nederland op dat moment beschikte - voerde bevoorradings-, reddings- en verkenningsvluchten uit. De reddingsacties werden gecoördineerd vanaf de vliegbasis.

### Het Whisky Four demo-team

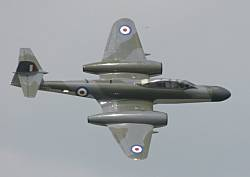
Een Gloster Meteor

In juni 1956 richtten vlieginstructeurs van de Jachtvliegschool een vliegdemonstratieteam op. Het callsign was Whisky, verwijzende naar de eerste letter van de vliegbasis Woensdrecht volgens het NAVO-spellingsalfabet. In eerste instantie werd er gevlogen met de Gloster Meteor. Toen het team in 1958 overstapte op de Lockheed T-33A veranderde de naam van het team in Whisky Four. Op 8 juni 1965 botsten tijdens een show op de thuisbasis twee T-birds op elkaar waarbij beide piloten om het leven kwamen. Een jaar later werd het team opnieuw opgericht, maar in datzelfde jaar werd het team alweer opgeheven omdat alle toestellen nodig waren voor de vliegeropleiding. Plannen om een nieuw team op te richten in 1966 vonden geen doorgang. In 1967 werd er wel een nieuw team opgericht, ditmaal gestationeerd op Vliegbasis Eindhoven.

### Fokker

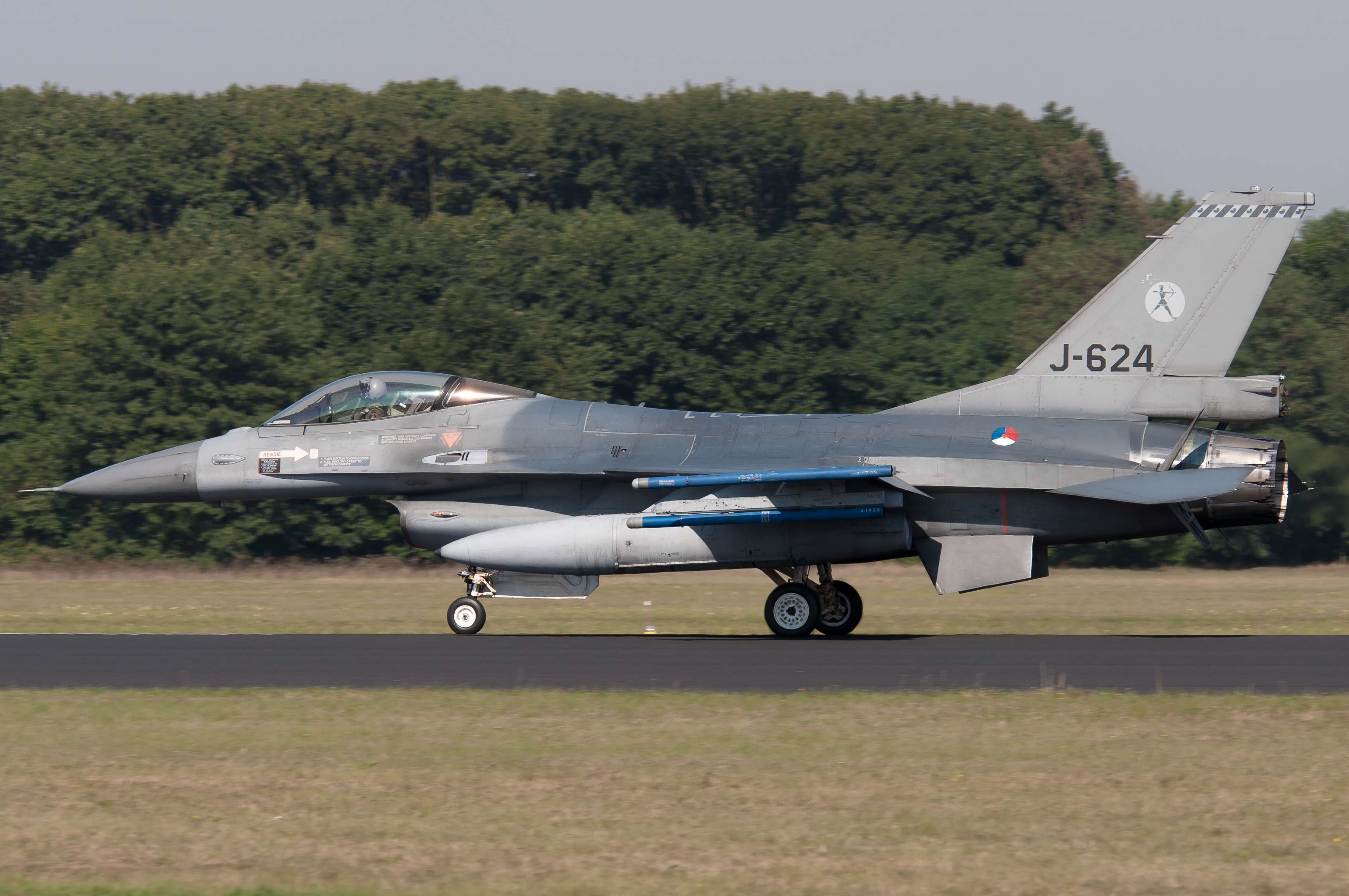
Een door Fokker in licentie gebouwde F-16

In de jaren 50 opende Aviolanda een productielijn en onderhoudsfaciliteit op de vliegbasis. Aviolanda maakte van 1947 tot 1949 deel uit van Fokker en ging er, na 19 jaar zelfstandig te zijn geweest, in 1968 volledig in op. Verschillende vliegtuigen, waaronder de F-16, zijn - al dan niet in licentie - gebouwd of geassembleerd in Hoogerheide. Midden jaren 80 werd er een nieuwe landingsbaan aangelegd. Dit was een eis die de Amerikaanse luchtmacht stelde voordat het Fokker toestemming gaf om F-16's te onderhouden op de vliegbasis. Het faillissement van Fokker in 1996 trof de omgeving hard. Stork nam de gezonde delen van het bedrijf over. Na enkele omdopingen kwam de naam Fokker in 2010 opnieuw in gebruik. Fokker Technologies bestaat uit verschillende divisies, betrokken bij productie voor en onderhoud van vele typen vliegtuigen. Divisies op Vliegbasis Woensdrecht produceren ook onderdelen voor de F-35 Lightning II.
De Vliegbasis Woensdrecht telt in 2020 een aantal divisies van Fokker Technologies die deels op de basis gevestigd zijn. Ook hebben firma's zoals Terma A/S, Elbit Systems en Boeing eveneens vestigingen op of rondom de basis; deze bieden werk aan circa 1000 werknemers.
Met de, aan de aankoop van de F-35 verbonden, samengaande opdrachten aan nederlandse bedrijven werden de volgende projecten zeker gesteld:
- Fokker Aerostructures (flaperons, kruegerflaps en deursystemen)[17]
- Fokker Elmo (bekabeling)[18]
- Fokker Landing Gear (vangkabels)[19]

### Omstreden kruisvluchtwapens
In 1983 werd besloten dat er 48 kruisvluchtwapens van het type BGM-109G Gryphon op de Vliegbasis Woensdrecht geplaatst zouden worden. Dit zou samengaan met plaatsing van de 486th Tactical Missile Wing van de US Air Force met 1.500 man personeel.
In 1983 vonden bij de vliegbasis Woensdrecht de eerste acties plaats tegen deze wapens, als onderdeel van de grote landelijke protesten tegen de plaatsing van deze kruisvluchtwapens die ook wel kruisraketten werden genoemd. Deze protesten vielen onder auspiciën van het Komitee Kruisraketten Nee (KKN), met steun van onder meer Pax Christi en het Interkerkelijk Vredesberaad (IKV). De vliegbasis kreeg hierdoor landelijke bekendheid. Er volgden andere acties zoals het oprichten van een vredeskamp en wegblokkades op de vliegbasis Woensdrecht. Daarnaast waren er in het dorp vreedzame demonstraties en startte het KKN er een volkspetitionnement. De acties waren zodanig dat de CIA er aanleiding in zag de Amerikaanse spion John Gardiner de opdracht te geven om te infiltreren in de groep vredesactivisten nabij de basis.
Intussen werd een Ground Launched Cruise Missile Alert and Maintenance Area (GAMA-area) aangelegd. Dit was een streng bewaakt gebied waarop 3 bunkers stonden die elk met 16 raketten en bijbehorende voertuigen zouden worden uitgerust. De kosten waren geraamd op $ 50 miljoen en werden betaald door de NAVO.
Het INF-verdrag maakte echter een eind aan de plannen. Op 8 december 1987 werden de werkzaamheden gestaakt. De GAMA-area en andere faciliteiten waren toen echter al gebouwd en hebben na het INF-verdrag andere bestemmingen gekregen. Hierna stopten de protesten van de tegenstanders van de plaatsing van kruisraketten. Restanten van de aangebrachte graffiti zijn nog zichtbaar op het hekwerk aan de Kooiweg.

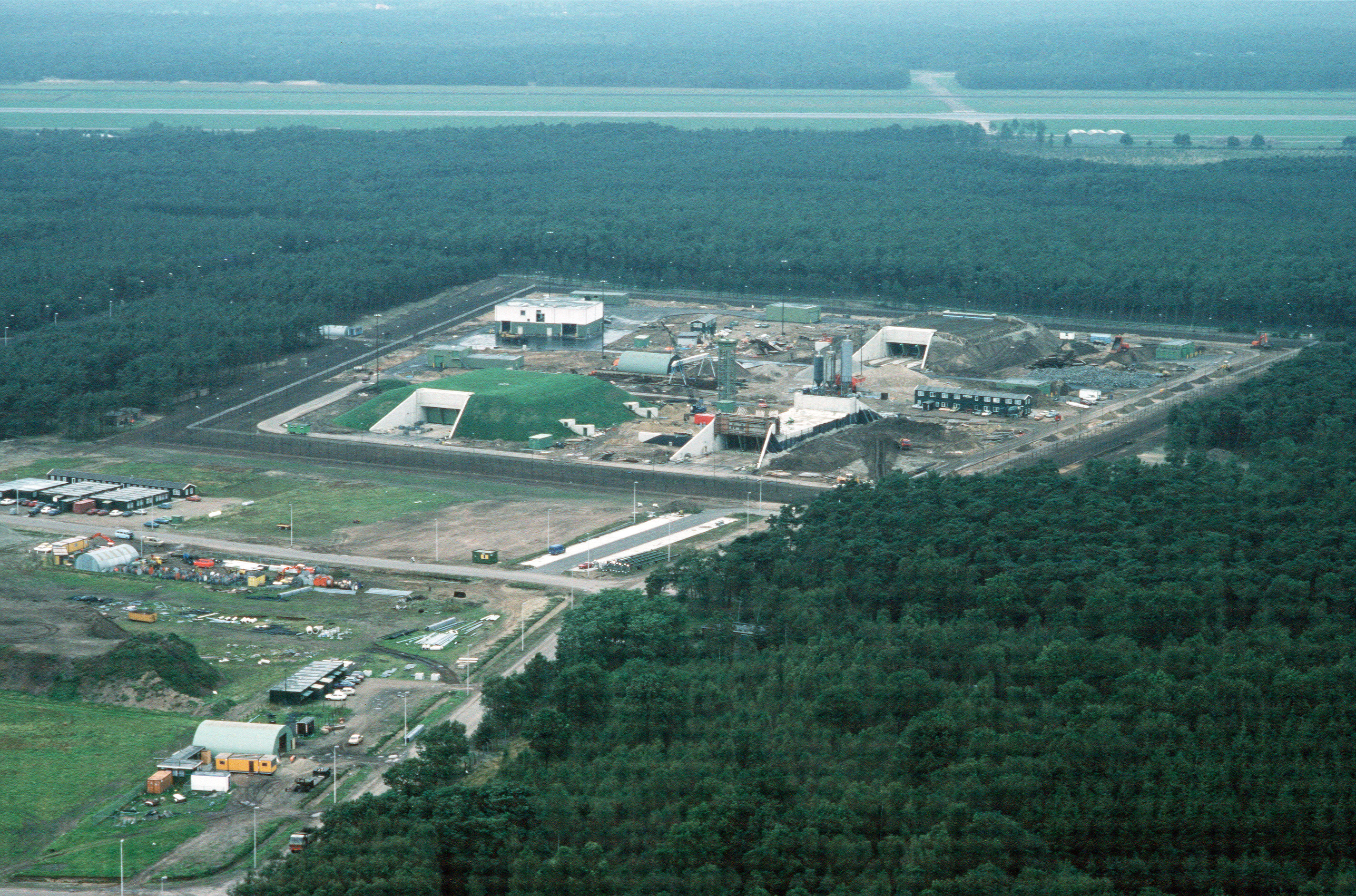
GAMA-area in aanbouw op Vliegbasis Woensdrecht
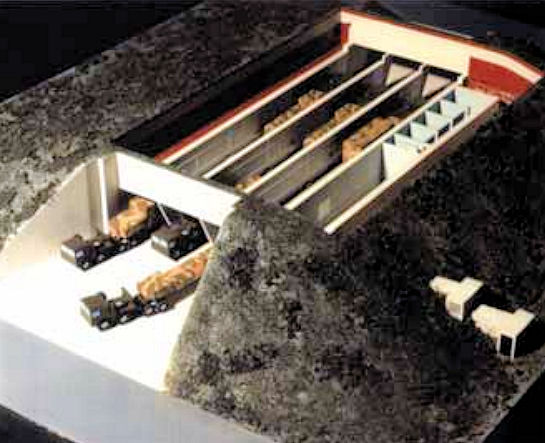
Maquette van een bunker in de GAMA-area
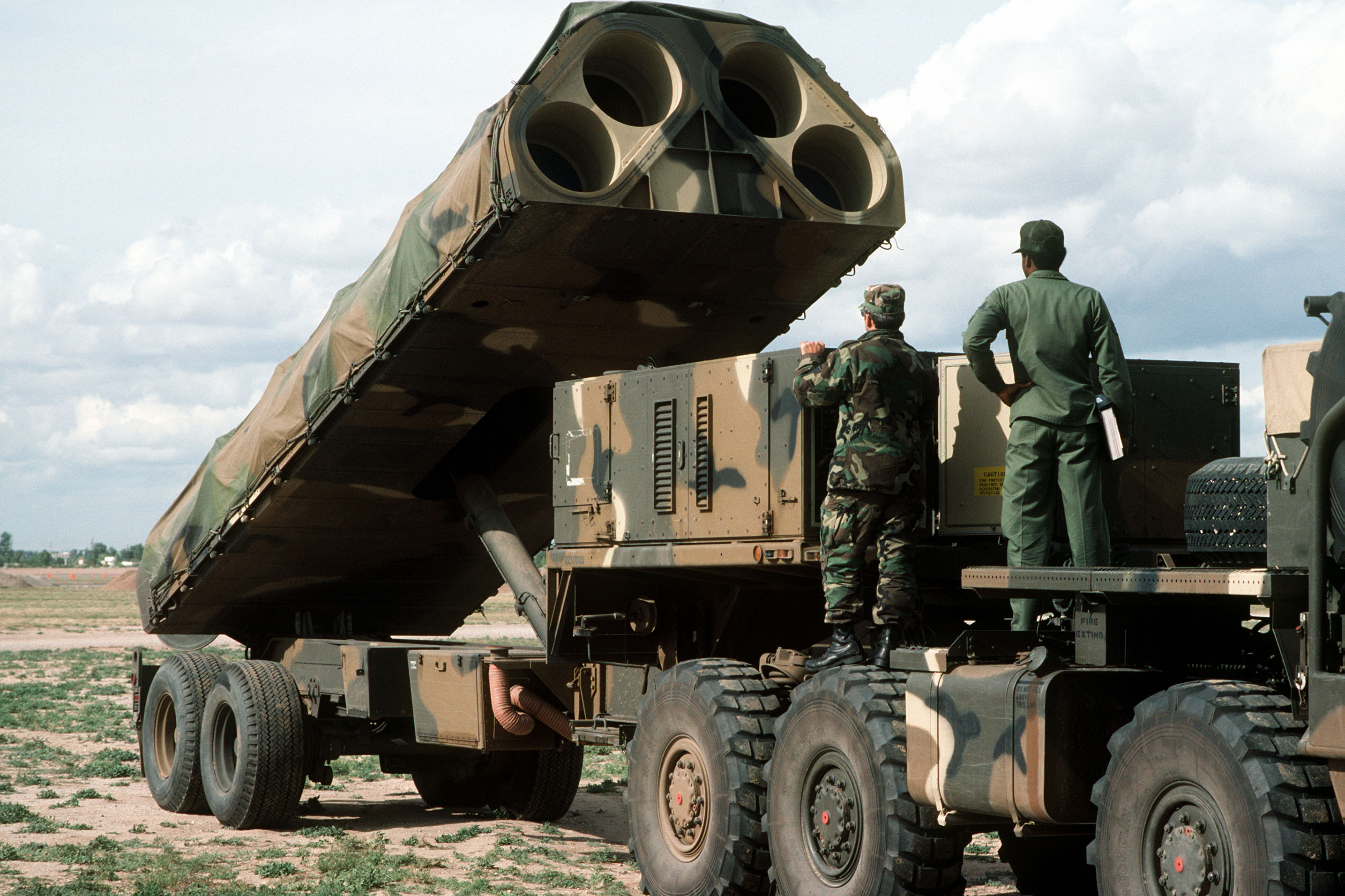
Lanceereenheid van de BGM-109G Gryphon

## Heden

#### Joint Meteorologische Groep
De Joint Meteorologische Groep (JMG) maakt weersverwachtingen voor heel de Nederlandse krijgsmacht. Daarvoor gebruiken ze onder andere het softwaresysteem LEADS. De JMG beschikt op de vliegbasis over een weerkamer, een meteorologisch werkstation en verzorgt zelf de militaire meteorologische opleidingen.

#### Koninklijke Militaire School Luchtmacht
De Koninklijke Militaire School Luchtmacht (KMSL) huisvest haar leerlingen in de gebouwen die bestemd waren voor een onderdeel van de Amerikaanse luchtmacht dat op de vliegbasis gestationeerd zou worden, als het plan om kruisraketten te plaatsen zou zijn doorgegaan. De KMSL verzorgt de opleidingen voor de onderofficieren van de luchtmacht en tevens de Elementaire Militaire Vlieg Opleiding (EMVO) op de Pilatus PC-7.

#### Logistiek Centrum Woensdrecht
Het Logistiek Centrum Woensdrecht (LCW) is een logistiek en onderhoudsbedrijf. Het verzorgt opslag en distributie van onderdelen en voert (hoger) onderhoud en modificaties uit aan het vliegend materieel. Daarnaast ondersteunt het LCW de andere krijgsmachtdelen.

### Aviolanda Woensdrecht
Aviolanda Woensdrecht is een samenwerkingsverband tussen overheid, opleidingsinstituten en het bedrijfsleven. Het is in het leven geroepen om onderhoud in de luchtvaart in één gebied te concentreren. Op voormalig terrein van Fokker Technologies is ruimte vrijgemaakt voor verdere ontwikkeling. Vliegbasis Woensdrecht biedt de faciliteiten die nodig zijn om vliegtuigen te ontvangen en te laten vertrekken. Het onderhoud aan de motoren van de F-35 wordt als cruciaal onderdeel gezien van de ontwikkeling van Aviolanda Woensdrecht.

### F-35 Lightning II
Het onderhoud aan de motoren van F-35's van zowel de Koninklijke Luchtmacht als de Italiaanse Aeronautica Militare zal plaatsvinden bij het Logistiek Centrum Woensdrecht. De Koninklijke Luchtmacht bouwt hiervoor een werkplaats en proefdraaiopstelling. Het onderhoud wordt uitbesteed aan een commerciële partij. Volgens een eerdere schatting zijn hier 130 arbeidsplaatsen mee gemoeid. De investeringskosten voor het binnenhalen van het onderhoudscontract worden geschat op € 72 miljoen. Verschillende divisies van het (deels) op Vliegbasis Woensdrecht gevestigde Fokker Technologies zijn ook betrokken bij de bouw van de F-35.